# 지기스문트 (신성 로마 황제)
지기스문트(독일어: Sigismund, 체코어: Zikmund 지크문트[*], 헝가리어: Zsigmond 지그몬드[*], 크로아티아어: Žigmund 지그문드, 프랑스어: Sigismond 시지스몽[*], 1368년 2월 15일 ~ 1437년 12월 9일) 또는 룩셈부르크의 지기스문트(독일어: Sigismund von Luxemburg 지기스문트 폰 룩셈부르크[*], 체코어: Zikmund Lucemburský 지크문트 루쳄부르스키[*], 헝가리어: Luxemburgi Zsigmond 룩셈부르기 지그몬드[*], 크로아티아어: Žigmund Luksemburški 지그문드 룩셈부르슈키)는 보헤미아, 헝가리, 크로아티아의 왕이자 신성로마제국의 황제이다. 그는 신성로마제국의 황제 자리를 물려받은 마지막 룩셈부르크 왕조의 황제이다.
신성로마제국의 황제이자 보헤미아의 국왕인 카를 4세의 차남으로 태어났으며, 바츨라프 4세의 동생이기도 하다. 1378년 아버지로부터 브란덴부르크 변경백령 자리를 받았다. 이후 1387년에는 헝가리의 왕이 되었고 1396년 발칸반도를 점령한 오스만 제국에 맞서 니코폴리스 전투에서 싸웠으나, 크게 패하고 겨우 포로 신세를 면했다.
그가 왕위에 있던 시기는 종교개혁의 전야였다. 1411년 신성로마제국의 황제 자리에 오른 그는 콘스탄츠 공의회를 개최하여, 그 당시 로마 교회의 세명의 교황을 폐하고 새로 교황 마르티노 5세를 선출함으로써, 교회의 대분열을 막았다. 하지만 이단 문제에 관련해 1415년 교회 개혁을 부르짖던 보헤미아의 성직자 얀 후스를 화형에 처해 후스 지지자들의 반란이 일어났으며, 5년 후 진압에 나선 그의 군대는 보헤미아에서 얀 지슈카의 군대에 대패하였다. 그 후로 1420년대 대부분을 시간들을 반란을 진압하는데 보냈다.
그는 1437년, 보헤미아 지역에서 죽었으며, 그가 딸 엘리자베스만 남기고 죽으면서 룩셈부르크 왕조는 대가 끊기게 된다. 이후, 그의 사위가 합스부르크 왕조 출신 알브레히트로 자연스럽게 왕위와 제위가 계승되었으며 이후 합스부르크 가에서 신성로마제국의 황제 자리를 물려받게 되었다.

## 같이 보기
- 드라곤 기사단